# Gustavia longifuniculata
Gustavia longifuniculata är en tvåhjärtbladig växtart som beskrevs av Scott A. Mori. Gustavia longifuniculata ingår i släktet Gustavia och familjen Lecythidaceae. IUCN kategoriserar arten globalt som akut hotad.
Artens utbredningsområde är Colombia. Inga underarter finns listade i Catalogue of Life.